# Aéroport régional de West Kootenay
L'aéroport régional de West Kootenay est un aéroport situé en Colombie-Britannique, au Canada.

## Compagnies et destinations
| Compagnies         | Destinations |
| ------------------ | ------------ |
| Air Canada Express | Vancouver    |

Édité le 06/04/2025